# Cercanías Zaragoza
| Haltepunkt Goya |                          |                      |                     |
| Spurweite: | 1668 mm (Iberische Spur) |                      |                     |
| |                          |                      |                     |
| \| \| \| von Castejón de Ebro \| \| \| \| \| Casetas \| \| \| \| \| von Calatayud \| \| \| \| \| Utebo \| \| \| \| \| Zaragoza-Delicias \| \| \| \| \| \| \| \| \| \| Zaragoza-Portillo \| \| \| \| \| Goya zur \| \| \| \| \| Tenor Fleta geplant \| \| \| \| \| Miraflores \| \| \| \| \| \| \| \| \| \| nach Huesca/Lleida \| \| \| \| \| La Cartuja geplant \| \| \| \| \| nach Caspe \| \| |                          |                      |                     |
| |                          | von Castejón de Ebro |                     |
| Bahnhof mit S-Bahn-Halt |                          | Casetas              | Casetas             |
| Abzweig geradeaus und von rechts |                          | von Calatayud        | von Calatayud       |
| S-Bahn-Halt |                          | Utebo                | Utebo               |
| Bahnhof mit S-Bahn-Halt |                          | Zaragoza-Delicias    | Zaragoza-Delicias   |
| Tunnelanfang |                          |                      |                     |
| Bahnhof mit S-Bahn-Halt (im Tunnel) |                          | Zaragoza-Portillo    | Zaragoza-Portillo   |
| S-Bahn-Halt (im Tunnel) |                          | Goya zur             | Goya zur            |
| ehemaliger Haltepunkt / Haltestelle (im Tunnel) |                          | Tenor Fleta geplant  | Tenor Fleta geplant |
| Bahnhof mit S-Bahn-Halt (im Tunnel) |                          | Miraflores           | Miraflores          |
| Tunnelende |                          |                      |                     |
| Abzweig geradeaus und nach links |                          | nach Huesca/Lleida   | nach Huesca/Lleida  |
| ehemaliger S-Bahnhof |                          | La Cartuja geplant   | La Cartuja geplant  |
| |                          | nach Caspe           |                     |

Cercanías Zaragoza ist eine Vorort-Eisenbahn in der spanischen Stadt Saragossa, die zur Expo 2008 den Regelbetrieb aufgenommen hat. Hierbei handelt es sich zunächst um eine kurze, einzelne Linie, die vom Vorort Utebo über das Expo-Gelände zum Hauptbahnhof führt und von dort an in einem Tunnel die Stadt in West-Ost-Richtung unterquert, wo sie am Bahnhof Miraflores wieder an das Tageslicht führt und am östlichen Stadtrand endet. Es ist die einzige spanische Vorortbahn, die ausschließlich dem innerstädtischen Verkehr dient, um zur damaligen Expo 2008 einen Ersatz für eine fehlende U-Bahn zu bieten. 
Vorarbeiten für den innerstädtischen Tunnel wurden bereits beim Bau der Hochgeschwindigkeitsstrecke von Madrid nach Barcelona getätigt, die ebenfalls in einem Tunnel unter der Stadt durchgeführt wurde. Beim Bau des Eisenbahntunnels wurden Gleiskörper für die zukünftige Vorortbahn berücksichtigt. Zur Fertigstellung der Hochgeschwindigkeitstrasse wurden jedoch noch keine breitspurigen Gleise für diese verlegt und für die Bahnhöfe nur Rohbauten errichtet. Der Ausbau der Stadtstrecke wurde erst nach der Eröffnung der Hochgeschwindigkeitstrasse angegangen.
Der Haltepunkt Goya, der erst am 3. April 2012 eröffnet wurde, bietet die Umsteigemöglichkeit zur ebenfalls neu errichteten Straßenbahn.
Auf der Linie der Cercanías Zaragoza werden je ein Zug der RENFE-Baureihe 463 und der RENFE-Baureihe 464 eingesetzt.
In einer zweiten Ausbaustufe, die bisher aber nicht begonnen wurde, sollen zwei Linien die Stadt mit den Gemeinden im Umland verbinden. Der Tunnel zwischen den Bahnhöfen Delicias und Miraflores dient dabei als Stammstrecke.

Das Netz